# Vùng kinh tế Povolzhsky
Vùng kinh tế Povolzhsky (tiếng Nga: Пово́лжский экономи́ческий райо́н; chuyển tự Latinh: Povolzhsky ekonomichesky rayon), cũng gọi là Vùng kinh tế Volga, là một trong 12 vùng kinh tế của Liên bang Nga. Vùng này bao gồm các chủ thể liên bang sau đây:
- Astrakhan Oblast (Vùng liên bang Phía Nam)
- Volgograd Oblast (Vùng liên bang Phía Nam)
- Cộng hòa Kalmykia (Vùng liên bang Phía Nam)
- Penza Oblast (Vùng liên bang Volga)
- Samara Oblast (Vùng liên bang Volga)
- Saratov Oblast (Vùng liên bang Volga)
- Cộng hòa Tatarstan (Vùng liên bang Volga)
- Ulyanovsk Oblast (Vùng liên bang Volga)

Vùng này có khoảng 15,8 triệu nhân khẩu (năm 2021). GRDP khoảng 9.428 tỷ rubl Nga (128,221 tỷ USD). Đô thị lớn nhất trong vùng là thành phố Samara.
Các ngành kinh tế chính của vùng là:
- Sản xuất và lọc dầu: ở Samara, Tatarstan (thềm biển Caspian).
- Sản xuất khí đốt: ở thềm biển Caspi, vùng Astrakhan (6% tổng trữ lượng khí đốt thế giới).
- Công nghiệp hóa chất: Khai thác và chế biến đá phiến dầu, brom, iốt, muối mangan, lưu huỳnh tự nhiên, cát thủy tinh, thạch cao, phấn.
- Khai thác muối và chế biến muối: tại các hồ ở vùng đất thấp Caspi (80% tổng trữ lượng muối ở Nga).
- Kỹ thuật cơ khí: Bao gồm sản xuất ô tô (VAZ ở Tolyatti, KAMAZ ở Naberezhnye Chelny, UAZ ở Ulyanovsk), đóng tàu (Volgograd, Astrakhan) và sản xuất máy bay (Kazan, Penza, Samara).

Vùng này giáp với Kazakhstan ở phía nam, khu kinh tế Bắc Kavkaz ở phía tây, khu kinh tế Volga-Vyatka ở phía bắc, khu kinh tế Ural ở phía đông.